# Adalbert Ier de Toscane
Pour les articles homonymes, voir Adalbert Ier et Adalbert.
Adalbert Ier (c. 820 - 886) est marquis de Toscane et comte de Corse autour de 847.

## Biographie
Adalbert Ier est le fils du marquis Boniface II, qui a été déchu de ses fiefs par l'empereur Lothaire Ier ; il succède à Aganus. Son règne est long et rempli de succès. 
Dans le conflit pour le royaume d'Italie, il choisit de soutenir Carloman, roi de Bavière, contre Charles le Chauve, roi de France, malgré le soutien du pape à ce dernier. Voyant l'Église persister dans cette interférence, Adalbert marche avec son armée sur Rome en 878, force le pape Jean VIII à se réfugier dans la basilique Saint-Pierre et oblige les romains à jurer fidélité à Carloman. L'excommunication par  Jean VIII n'y fit rien.
Il meurt en 884 ou, plus probablement en 886, et son fils Adalbert II lui succède.
Adalbert Ier contracte deux unions, la première avec une certaine Anonsuara d'origine inconnue, la seconde avec Rothilde fille de Guy Ier de Spolète dont:
- Adalbert II de Toscane
- Boniface mort après 894 ;
- Reginsinde, religieuse à Sainte-Odile de Brescia